# Guarea ciliata
Guarea ciliata är en tvåhjärtbladig växtart som beskrevs av Al.Rodr.. Guarea ciliata ingår i släktet Guarea och familjen Meliaceae. Inga underarter finns listade i Catalogue of Life.